# Tatia
Tatia — рід сомоподібних риб з підродини Centromochlinae родини Auchenipteridae. Має 18 видів. Отримав назву на честь британського іхтіолога Чарлза Тейта Регана.

## Опис
Загальна довжина представників цього роду коливається від 2 до 16 см. Голова невелика. Очі маленькі з жировими повіками. Навколо рота є 3 пари вусиків. Тулуб помірно коротке, стиснуте з боків. За спинним плавцем у них є спинний кіль. Червні плавці помірного розміру, майже трикутної форми. Анальний плавець невеличкий. У самців анальний плавець перетворюється на копулятивний орган. Сечостатева система відокремлена від анусу. Хвостове стебло доволі високе. Хвостовий плавець з виїмкою.
Забарвлення оливкового, сірого та світло-коричневого кольорів, інколи з дрібними цяточками.

## Спосіб життя
Воліють до річок, гуміфікованих, бідних на кисень чорних вод. Ці сомики загалом малорухливі. Активні вночі. Вдень ховаються серед різних корчів. Живляться дрібними рибами та безхребетними.

## Розповсюдження
Поширені у водоймах Бразилії, Уругваю, Перу, Еквадору, Колумбії, Гаяни та Венесуели, насамперед у басейні річок Амазонка та Уругвай.

## Тримання в акваріумі
Для цих сомиків підійде акваріум від 100 літрів. На дно насипають дрібний пісок темного кольору або виварений торф (можна суміш піску і торфу). Зверху вкривають опале листя і гілки. У ємності з має бути безліч сховищ. Рослини не обов'язкові. Мирні, але на дрібних рибок полюють. Селити можна групою або поодинці. З сусідів підійдуть невибагливі риби — брікони, геофагуси, плекостомус.
Годують в один і той же час, зазвичай вечорами. Харч вони ковтають жадібно. Великим шматком можуть вдавитися. Їдять живі корми і замінники — шматочки риби, креветки, яловичого серця. Схильні до ожиріння. Дорослих риб потрібно годувати через день. З технічних засобів знадобиться малопотужний внутрішній фільтр для створення невеликого течії. Температура тримання повинна становити 22—26 °C.

## Види
Рід включає такі види:
- Tatia akroa Souza e Souza, Sarmento-Soares, Canto & Ribeiro, 2020
- Tatia aulopygia Kner, 1858
- Tatia bockmanni (Sarmento-Soares & Buckup, 2005)
- Tatia boemia Koch & Reis, 1996
- Tatia britskii (Sarmento-Soares & Birindelli, 2015)
- Tatia brunnea Mees, 1974
- Tatia carolae Vari & Ferraris, 2013[2]
- Tatia caxiuanesis Sarmento-Soares & Martins-Pinheiro, 2008
- Tatia concolor Mees, 1974
- Tatia dunni Fowler, 1945
- Tatia galaxias Mees, 1974
- Tatia gyrina Eigenmann & Allen, 1942
- Tatia intermedia Steindachner, 1877
- Tatia jaracatia Pavanelli & Bifi, 2009
- Tatia luisae  Ribeiro, Silva-Oliveira, Silva & Canto, 2022
- Tatia marthae Vari & Ferraris, 2013
- Tatia meesi Sarmento-Soares & Martins-Pinheiro, 2008
- Tatia melanoleuca Vari & Calegari, 2014[3]
- Tatia musaica Royero, 1992[3]
- Tatia neivai Ihering (pt), 1930
- Tatia nigra Sarmento-Soares & Martins-Pinheiro, 2008
- Tatia punctata Mees, 1974
- Tatia reticulata Mees, 1974
- Tatia simplex Mees, 1974
- Tatia strigata Soares-Porto, 1995